# Decade 1998-2002
Decade 1998-2002 (estilizado como DECADE 1998-2002) es un álbum recopilatorio de grandes éxitos de la banda japonesa DIR EN GREY, que fue lanzado el 19 de diciembre de 2007. Fue lanzado simultáneamente con DECADE 2003-2007, conmemorando los 10 años de carrera de la banda. Este álbum está dividido en dos CD. Incluye sencillos que no fueron incluidos en álbumes.

## Canciones
Disco 1

| N.º | Título                                                 | Duración |  |
| 1.  | «アクロの丘» (Akuro no Oka)                            | 8:31     |  |
| 2.  | «Cage»                                                 | 5:37     |  |
| 3.  | «Schweinの椅子» (Schwein no Isu)                       | 3:38     |  |
| 4.  | «予感» (Yokan)                                         | 4:46     |  |
| 5.  | «304号室、白死の桜» (304 Goushitsu, Hakushi no Sakura) | 5:21     |  |
| 6.  | «Deity»                                                | 2:41     |  |
| 7.  | «羅刹国» (Rasetsukoku)                                 | 3:35     |  |
| 8.  | «audrey»                                               | 4:33     |  |
| 9.  | «脈» (Myaku)                                           | 4:08     |  |
| 10. | «理由» (Wake)                                          | 5:15     |  |
| 11. | «JEALOUS -reverse-»                                    | 4:30     |  |

Disco 2

| N.º | Título                                                 | Duración |  |
| 1.  | «ain't afraid to die»                                  | 7:12     |  |
| 2.  | «FILTH»                                                | 4:57     |  |
| 3.  | «Bottom of the death valley»                           | 5:53     |  |
| 4.  | «逆上堪能ケロイドミルク» (Gyakujou Tannou Keloid Milk) | 4:46     |  |
| 5.  | «鬼眼-kigan-»                                          | 4:06     |  |
| 6.  | «embryo» (Single Ver.)                                 | 5:41     |  |
| 7.  | «蟲-mushi-»                                            | 6:27     |  |
| 8.  | «Mr.NEWSMAN»                                           | 3:53     |  |
| 9.  | «umbrella»                                             | 4:07     |  |
| 10. | «CHILD PREY»                                           | 3:48     |  |